# Южен вятър (филм)
Вижте пояснителната страница за други значения на Южен вятър.
„Южен вятър“ (на сръбски: Јужни ветар) е известен сръбски филм, произведен от компания „Режим“, „Арт Виста“ и „Архангел студиос“, режисиран от Милош Аврамович по сценарий на Милош Аврамович и Петър Михайлович. Само в първия месец след издаването филмът има продадени над 600 000 билета

## Сюжет
Внимание:  Текстът по-долу разкрива сюжета на произведението (или части от него)!
Сърбия има благоприятно и потенциално печелившо геостратегическо разположение, разглеждана от различни аспекти. Въпреки това, историята показва, че то е донесло много повече негативи за хората, живеещи в тази област. През последните няколко десетилетия Сърбия се е превърнала в „кръстопът“ и определено се намира на така наречения „маршрут на наркотиците“, който свързва Близкия изток с Европа. Има много начини, по които наркотиците, най-сериозното заболяване на съвременното общество, могат да засегнат живота на хората - както на пряко свързаните с него престъпници и наркомани, така и на междувременно въвлечените в тази „игра“. Филмът „Южен вятър“ иска да разкаже една от тези версии.
В живота на Петър Мараш, млад член на белградската автомафия, нещата започват да придобиват нов смисъл. Той напуска родителския дом и със своята дългогодишна приятелка София се мести в новия си апартамент. Като член на клана, управляван от опитен „Цар“, всичко върви добре. Работата се върши, парите са достатъчни за всички и полицията не им създава проблеми.
Всичко се променя, когато Мараш случайно открадва грешната кола. Скоро Мараш влиза в пряк конфликт с лидера на втория клан – Гълъб.

## Актьорски състав
| Актьор                | Роля                                            |
| --------------------- | ----------------------------------------------- |
| Милош Бикович         | Петър Мараш, автокрадец                         |
| Небойша Глоговац      | „Гълъба“                                        |
| Драган Биелогрлич     | „Царя“                                          |
| Миодраг Радояич       | Бача                                            |
| Милош Тимотиевич      | Ступар                                          |
| Йована Стоякович      | София                                           |
| Христо Шопов          | Димитър, българския наркодилър                  |
| Ивайло Захариев       | Христо, синът на Димитър                        |
| Сърджан Тодорович     | Яни                                             |
| Лука Гърбич           | Ненад Мараш                                     |
| Богдан Диклич         | Лазар Мараш                                     |
| Ясна Джуричич         | Анджела Мараш                                   |
| Александър Глигорич   | „Капучино“                                      |
| Новак Билбия          | Пая                                             |
| Александър Берчек     | „Червения“                                      |
| Славиша Чурович       | инспектор Райко                                 |
| Милош Петрович        | телохранител на „Гълъба“                        |
| Даниела Михайлович    | жената на „Царя”                                |
| Дениз Абдула          | турчин                                          |
| Слободан Тесич        | собственика на будката                          |
| Милош Бобич Моногамия | дилър 1                                         |
| Никола Йелич Микри    | дилър 2                                         |
| Даниел Ковачевич      | инспектор                                       |
| Милан Никитович       | полицейски чиновник                             |
| Ана Йованович         | жената на „Гълъба“                              |
| Душан Радович         | майстор                                         |
| Филип Хайдукович      | синът на „Царя”                                 |
| Игор Ангелов          | Васил                                           |
| Зарко Степанов        | сладкар                                         |
| Исидора Градянин      | любовницата на Христо                           |
| Ива Павлович          | момичето на Яни                                 |
| Мая Яковлиевич        | продавачка ва заведението за бърза храна        |
| Любомир Николич       | шеф на сигурността на „Червения“                |
| Горан Белогърдич      | политик                                         |
| Йелена Пейович        | модераторка на презентацията на „Сръбска мечта“ |
| Габриела Пейчев       | Габриела Пейчев                                 |
| Огнен Покраяц         | кумът на Яни                                    |
| Боян Йовен            | телохранител 1 на Димитър                       |
| Борко Брайович        | телохранител 2 на Димитър                       |
| Душан Драца           | телохранител 3 на Димитър                       |
| Гаврило Аврамович     | синът на „Гълъба“                               |
| Романа Царан          | продавачка на трафици                           |
| Гочи Бенд             | музикант в кафенето                             |
| Горан Иванович        | музикант в кафенето                             |
| Деян Шчепанович       | музикант в кафенето                             |
| Далибор Мийович       | музикант в кафенето                             |